# Freundel Stuart
Freundel Stuart (né le 27 avril 1951), est un homme politique barbadien, membre du Parti travailliste démocratique. Vice-Premier ministre du gouvernement de David Thompson en 2008, il succède à ce dernier au poste de Premier ministre en 2010. En 2013, il se maintient au gouvernement en remportant les élections générales du 21 février mais perd celles de 2018 contre Mia Mottley. 

## Biographie

### Études et formation
Freundel Stuart fait ses études à la Barbabe en parallèle, il enseigne dans des lycées. Dès les années 1970, il se rapproche du Parti travailliste démocratique. Stuart fit ses études à l'Université des Indes occidentales, obtenant des diplômes de sciences politiques et de droit. En 1984, à la suite de ses études, il devient avocat, spécialisé en droit pénal et en droit des sociétés.

### Débuts en politique
En 1994, il fait son entrée en politique, élu député de la circonscription de St. Philip South. Il perd son siège en 1999, mais est nommé sénateur en 2003, conservant ce poste jusqu'en 2007. Il est à nouveau élu député en 2008, de la circonscription de St. Michael South, et est nommé vice-Premier ministre, procureur général (Attorney General) et ministre de l'Intérieur. 

### Premier ministre
Il est nommé Premier ministre le 23 octobre 2010, après le décès de son prédécesseur, David Thompson. Adriel Brathwaite fut alors nommé au gouvernement pour lui succéder aux postes de procureur général et de ministre de l'Intérieur,.
En 2013, malgré un recul en sièges, le Parti travailliste démocrate conserve la majorité absolue et Stuart est reconduit au poste de Premier ministre.
En mars 2015, Freundel Stuart annonce qu'un projet de loi est en cours d'adoption au Parlement afin que l’État devienne une république. Cette réforme sera finalement annoncée le 15 septembre 2020 pour devenir effective au 30 novembre 2021, sous l'impulsion de Mia Mottley.
En 2018, lors de la campagne électoral, Stuart met en avant ses réalisations, s'appuyant sur huit trimestres consécutifs de croissance économique. Il promet de porter à 50 % l'autosuffisance alimentaire d'ici 2026, année qui marquera le soixantième anniversaire de l'indépendance de l'ex-colonie britannique. Sa principale opposante, Mia Mottley, du Parti travailliste de la Barbade (BLP), critique la politique fiscale du gouvernement sortant. Finalement, le BLP remporte l'intégralité des sièges au Parlement. Mia Mottley, grande gagnante du scrutin, remplace Freundel Stuart au poste de Premier ministre de la Barbade.
Devant la défaite du DLP dont il assume la responsabilité, Stuart annonce son départ de la présidence du parti, qui devient effectif le 1er août 2018. Verla De Peiza remporte la primaire interne qui s'ensuit le lendemain en l'absence d'opposant,,.